# 迈松塞勒 (上马恩省)
迈松塞勒（法語：Maisoncelles，法語發音：[mɛzɔ̃sɛl]）是法国上马恩省的一个市镇，属于肖蒙区。

## 地理
迈松塞勒（48°7'56"N, 5°31'43"E）面积4.2 平方千米，位于法国大東部大區上马恩省，该省份为法国东北部内陆省份，北起马恩省和默兹省，西接奥布省，西南接科多尔省，东南接上索恩省，东临孚日省。
与迈松塞勒接壤的市镇（或旧市镇、城区）包括：欧德隆库尔、勒韦库尔、弗龙库尔拉科特。

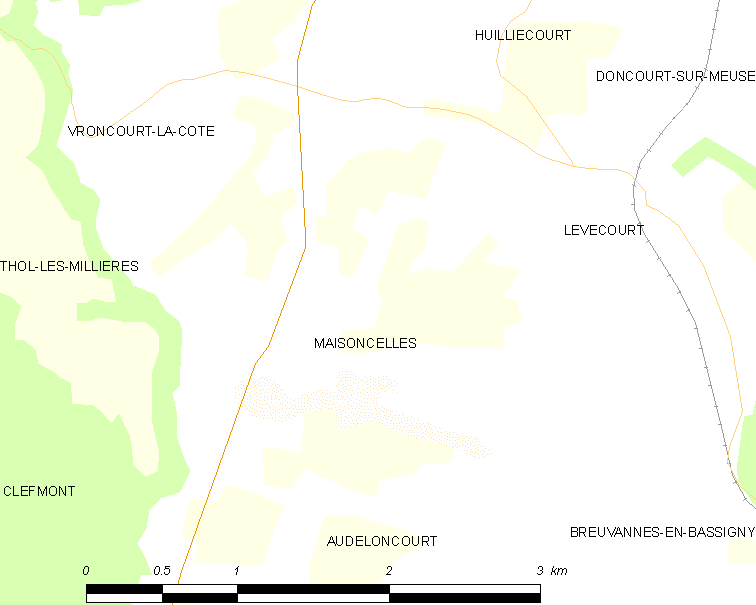
的OSM定位图

迈松塞勒的时区为UTC+01:00、UTC+02:00（夏令时）。

## 行政
迈松塞勒的邮政编码为52240，INSEE市镇编码为52301。

## 政治
迈松塞勒所属的省级选区为普瓦松县。

## 人口

1962-2008年间人口变化图示

迈松塞勒于2022年1月1日时的人口数量为58人。